# Sant Antoni (Valencia)

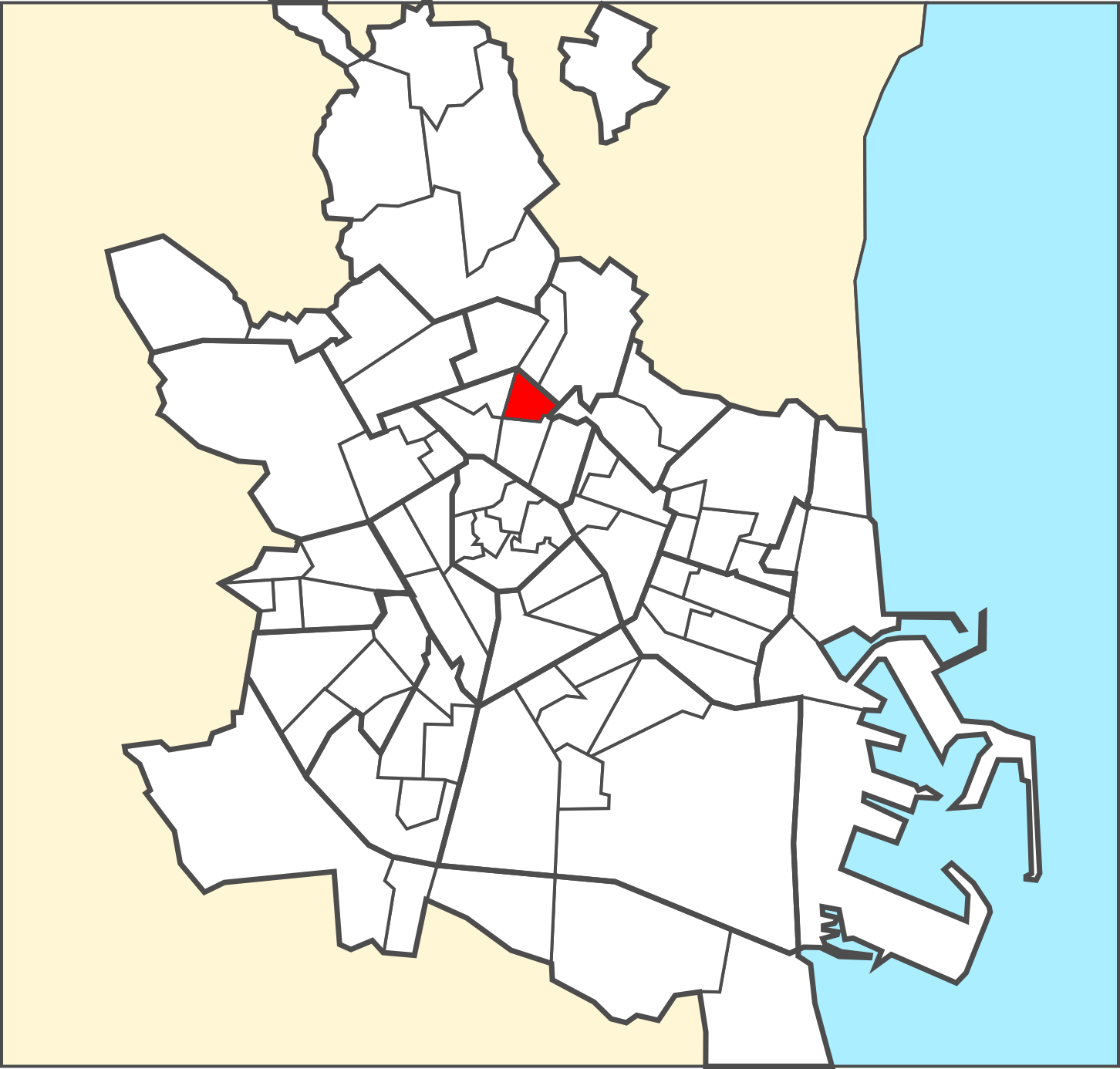
Localización del barrio de Sant Antoni en la ciudad de Valencia

Sant Antoni (en español San Antonio) es un barrio de la ciudad de Valencia (España), perteneciente al distrito de La Zaidía. Está situado en el centro de la ciudad y limita al norte con Orriols y San Lorenzo, al este con Benimaclet, al sur con Morvedre y al oeste con Tormos. Su población en 2022 era de 9.705 habitantes.